# L'Arbre généreux
L'Arbre généreux est un livre pour enfants illustré américain écrit et illustré par Shel Silverstein à Chicago. Publié pour la première fois en 1964 par Harper & Row, il est devenu l'un des titres les plus connus de Silverstein et l'un des livres pour enfants en Amérique du Nord, et a été traduit dans de nombreuses langues. Il évoque la relation symbiotique et d'amitié entre un enfant et un pommier.
Ce livre a été décrit par Elizabeth Bird comme "l'un des plus controversés de l'histoire de la littérature jeunesse", la question étant de savoir si la relation entre les deux personnages principaux (le garçon et le pommier) doit être interprétée de manière positive (protection et amour désintéressé offerts par l'arbre à l'enfant, célébration du Tou Bichvat), nuancée (allusion biblique au péché originel, allégorisée par le pommier du jardin d'Eden évoqué dans le Livre de la Genèse) ou négative (évocation dissimulée d'une relation abusive).

## Contexte
Silverstein a eu des difficultés à trouver un éditeur pour L'Arbre généreux,. Un éditeur de Simon & Schuster a rejeté le manuscrit en disant qu'il était "trop triste" pour les enfants et "trop simple" (manichéen) pour les adultes,. Tomi Ungerer a encouragé Silverstein à s'adresser à Ursula Nordstrom, une éditrice chez Harper & Row.
Un éditeur de Harper & Row a déclaré que Silverstein avait initialement réalisé des illustrations "grattées" comme ses dessins pour Playboy, mais qu'il avait ensuite retravaillé le style pour quelque chose de "plus épuré et plus doux". Les dessins finaux en noir et blanc ont été décrits comme un "minimalisme visuel... sans ornements". Harper & Row a publié une petite première édition du livre, entre 5 000 et 7 500 exemplaires, en 1964.

## Résumé

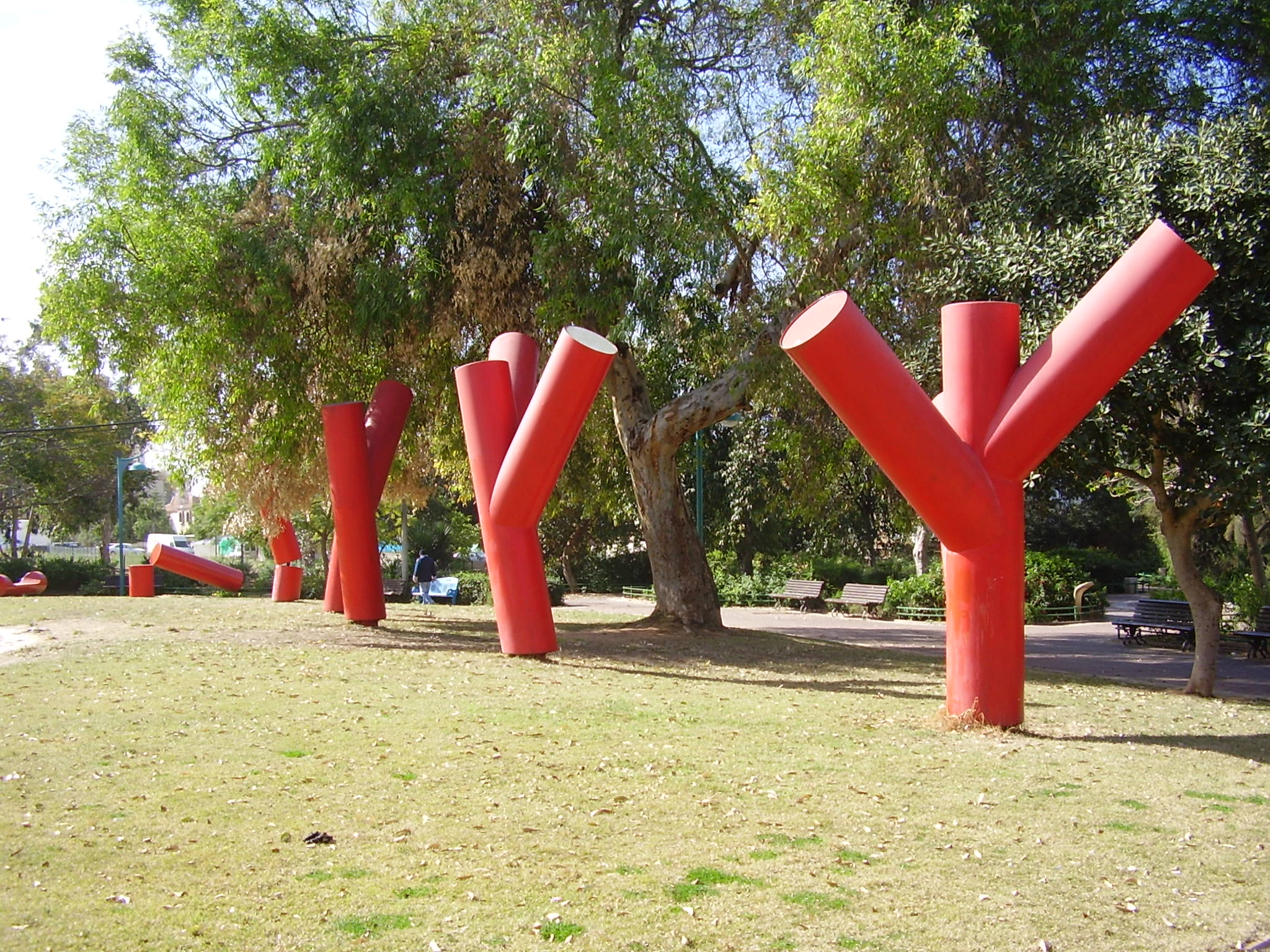
Le jardin de L'Arbre généreux à Holon, en Israël.

Le livre suit la vie d'un pommier et d'un garçon qui développent une relation. L'arbre est très "généreux", et le garçon devient un adolescent "preneur", un jeune homme, un homme d'âge mûr, et enfin un vieil homme. Bien que le garçon vieillisse, l'arbre s'adresse toujours à lui comme "Garçon" tout au long de sa vie.
Dans son enfance, le garçon aime jouer avec l'arbre, grimper à son tronc, se balancer à ses branches, graver "Moi + A (Arbre)" dans l'écorce, et manger ses pommes. En grandissant, il passe moins de temps avec l'arbre et ne revient que lorsqu'il a besoin de biens matériels, parfois avec sa petite amie avec qui il grave "Moi + Y.A." dans l'arbre (souvent interprété comme "jeune amour"). Pour rendre le garçon heureux, l'arbre lui donne des parties d'elle-même qu'il transforme en objets matériels, comme de l'argent avec ses pommes quand il est adolescent, une maison avec ses branches quand il est jeune homme, et un bateau avec son tronc quand il est un homme d'âge mûr. À chaque don, "l'Arbre était heureux".
Dans les dernières pages, l'arbre et le garçon ressentent chacun les conséquences de leurs "donner" et "prendre". Lorsque seul un tronc reste de l'arbre, elle n'est plus heureuse, du moins à cet instant. Le garçon, devenu un vieillard fatigué, revient. Elle lui dit qu'elle est triste de ne plus pouvoir lui offrir de l'ombre, des pommes, ou d'autres choses comme autrefois. Il lui répond que tout ce qu'il souhaite est "un endroit calme pour s'asseoir et se reposer", ce que le tronc peut lui fournir. Avec ce dernier don, "l'Arbre était heureux".

## Réception
L'intérêt pour le livre a augmenté par le bouche à oreille ; par exemple, dans les églises, il a été célébré comme une parabole sur la reconnaissance. En 2001, plus de 5 millions d'exemplaires avaient été vendus, le plaçant en 14e position dans une liste des "livres pour enfants à couverture rigide les plus vendus" de Publishers Weekly. En 2011, plus de 8,5 millions d'exemplaires avaient été vendus aux États-Unis.
Dans une enquête en ligne de 1999-2000 menée aux États-Unis par la National Education Association auprès des enfants, le livre s'est classé 24e parmi les "100 livres préférés des enfants". Dans le sondage en ligne "Les 100 livres préférés des enseignants pour enfants" de 2007 de la National Education Association, le livre s'est classé troisième. Il était 85e des "100 meilleurs livres illustrés" de tous les temps dans un sondage de 2012 par School Library Journal.

## Éditions
- The Giving Tree  (ISBN 978-0-06-025665-4)
- L'arbre généreux  (ISBN 978-2211094153)
- L'Arbre au grand cœur  (ISBN 9780060256692)